# Felix Avitia
Félix Avitia (Félix Miguel Avitia, 3 de octubre de 2002 Estados Unidos, San Diego) es un actor conocido por su trabajo en televisión y cine, aunque su perfil no es tan ampliamente reconocido como el de otros actores más establecidos.  

## Biografía
Félix Avitia es un actor estadounidense nacido el 3 de octubre de 2002. Se caracteriza por su  presencia en el ámbito del entretenimiento, especialmente en la televisión y cine juvenil. Aunque su carrera está en crecimiento, Ha interpretado varios personajes en el cine, Félix ha captado la atención tanto de la crítica como del público joven. A lo largo de su carrera, ha trabajado en varios proyectos y se ha establecido como una de las promesas dentro de la nueva generación de actores en Hollywood. 

## Televisión
| Año       | Título                          | Tipo           | Personaje                                |
| --------- | ------------------------------- | -------------- | ---------------------------------------- |
| 2022–2023 | La casa de Raven                | Serie de TV    | Neil (como Felix Avitia)                 |
| 2018–2022 | Pete el gato                    | Serie de TV    | Gustavo Orintorrinco (como Felix Avitia) |
| 2022      | Breakwater                      | Serie de TV    | Guerra (como Felix Avitia)               |
| 2018–2022 | The Little Shop of Monsters     | Serie de TV    | Rapid Wipe                               |
| 2021      | All Rise                        | Serie de TV    | Stephon Garcia (como Felix Avitia)       |
| 2019      | Just The Tip                    | Serie de TV    | Nebur (como Felix Avitia)                |
| 2017      | Speechless                      | Serie de TV    | Brandon (como Felix Avitia)              |
| 2015–2017 | Guía de un gamer para casi todo | Serie de TV    | Franklin Delgado (como Felix Avitia)     |
| 2015      | Zero                            | Cortometraje   | Aaron (como Felix Avitia)                |
| 2015      | Niko and the Sword of Light     | Serie de TV    | Niko (como Felix Avitia)                 |
| 2015      | New Girl                        | Serie de TV    | Eddie (como Felix Avitia)                |
| 2014      | Sea of Fire                     | Película de TV | Lemonade Nicky (como Felix Avitia)       |
| 2014      | Instagram: A Caption Story      | Cortometraje   | Little Kid (como Felix Avitia)           |
| 2014      | Yo no lo hice                   | Serie de TV    | Rusty (como Felix Avitia)                |
| 2014      | The Sound and the Shadow        | Cortometraje   | Alberto (como Felix Avitia)              |
| 2013      | Una Historia Embrujada          | Serie de TV    | Duncan (como Felix Avitia)               |
| 2013      | Glee                            | Serie de TV    | Snotty Kid (como Felix Avitia)           |
| 2013      | The Mentalist/El mentalista     | Serie de TV    | Village Boy (como Felix Avitia)          |
| 2013      | Bones                           | Serie de TV    | Javier Alvarado (como Felix Avitia)      |
| 2013      | The Shifting                    | Cortometraje   | Thomas (como Felix Avitia)               |
| 2012      | Rizzoli & Isles                 | Serie de TV    | Cameron Jackson (como Felix Avitia)      |
| 2011      | Inglés                          | Cortometraje   | Felix Vasquez (como Felix Avitia)        |
| 2010      | Dr. House                       | Serie de TV    | Crying Boy (como Felix Avitia)           |
| 2009      | Justify the Means               | Cortometraje   | The Child (como Felix Avitia)            |

## Cine
| Año  | Título                                         | Tipo           | Personaje                          | Primera Aparición |
| ---- | ---------------------------------------------- | -------------- | ---------------------------------- | ----------------- |
| 2017 | The Sackett Sisters                            | Película de TV | Mickey Sackett (como Felix Avitia) | 2017              |
| 2016 | The Land Before Time XIV: Journey of the Brave | Video          | Littlefoot (como Felix Avitia)     | 2016              |
| 2014 | Sea of Fire                                    | Película de TV | Lemonade Nicky (como Felix Avitia) | 2014              |